# Династија (ТВ серија из 1981, 5. сезона)
Пета сезона серије Династија премијерно је емитована у Сједињеним Америчким Државама на каналу АБЦ од 26. септембра 1984. године до 15. маја 1985. године. Радња серије коју су створили Ричард и Естер Шапиро, а продуцирао Арон Спелинг, врти се око породице Карингтон, богате породице из Денвера у Колораду.
Главне улоге у петој сезони тумаче: Џон Форсајт као нафтни тајкун и милионер Блејк Карингтон, Линда Еванс као његова нова супруга Кристал, Памела Белвуд као проблематична супруга геолога "Денвер−Карингтона" Клаудија Блајздел, Џон Џејмс као женскарош Џеф Колби, Гордон Томсон као Блејков старији син Адам, Џек Колман као Блејков млађи син Стивен, Мајкл Нејдер као предузетник Декс Декстер, Хедер Локлер као Кристалина сестричина Саманта Џозефин Дин, Катарина Оксенберг као Блејкова и Алексисина млађа ћерка Аманда, Били Ди Вилијамс као Доминикин супруг Брејди Лојд, Мајкл Прејд као Амандин вереник Краљевић Мајкл од Молдавије, Ема Самс као Блејкова тврдоглава ћерка Фалон, Рок Хадсон као отац Семи Џо Данијел Рис, Али МекГро као фотографкиња леди Ешли Мичел, Дајен Керол као Блејкова полусестра Доминик Деверо и Џоан Колинс као Блејкова бивша супруга Алексис.

## Развој
Вођена новом главном сценаристкињом и продуценткињом Камил Марчетом која је написала јако успешан сценарио за епизоди "Ко је упуцао ЏР-а?" за серију Далас пет година раније, Династија је избила на 1. место по гледаности у петој сезони. Током те сезоне, Династија је зарадила контроверзу кад је ХИВ позотивно стање Рока Хадсона откривено после романтичне приче његовог лика Данијела Риса и Кристал Евансове. У призору је Хадсо нтребало да пољуби Евансову, а пошто су се вести да је оболео од ХИВ-а прошириле, нагађало се да ће Евансова бити у опасности. То је довело до правила Радничког савеза глумаца да се унапред обавештавају глумци кад су у питању призори љубљења у уста.
Без сумње је најпознатији неизвесни завршетак Династије такозвани "Молдавијски покољ" који је емитован 15. маја 1985. године на крају пете сезоне. Амандину и свабу краљевића Мајкла прекинули су пучисти у Молдавији и засули цркву кишом метака после које су наизлгед сви ликови остали да леже беживотни. Естер Шапиро је касније рекла: "То је био пуч из бајке. Призор је био диван као да га је насликао Гоја". О тој епизоди се највише причало у току календарске 1985. године, а гледлао ју је 25,9 милиона гледалаца. 2011. године, Кен Такер из часописа Недељна забава назвао ју је епизодом са једном од седам "Незаборавних неизвесних крајева" на телевизији у ударном термину.

## Радња
У причи, Алексис је ослобођена сумње да је починила Марково убиство, а њена тајна ћерка Аманда је дошла у Денвер и открила да јој је Блејк отац. Стивен се оженио Клаудијом, али ју је оставио због другог мушкарца, а Клаудија се упустила у везу са Адамом. Блејков и Кристалин брак је запао у кризу после рођења њихове ћерке Кристине. Доминик се бори да је прихвате као Карингтоноу, али је у том поступку изгубила супруга Брејдија Лојда, а Семи Џо је открила да је наследница огромног богатства. На крају сезоне се појавила Фалон која је изгубила памћење док је остатак породице отишао на свадбу Аманде и краљевића Мајкла у Молдавију.

## Улоге

### Главне
- Џон Форсајт као Блејк Карингтон
- Линда Еванс као Кристал Карингтон
- Памела Белвуд као Клаудија Блајздел
- Џон Џејмс као Џеф Колби
- Гордон Томсон као Адам Карингтон
- Џек Колман као Стивен Карингтон
- Мајкл Нејдер као Декс Декстер
- Хедер Локлер као Саманта Џозефин Дин (епизоде 1-4, 23, 26, 28-29)
- Катарина Оксенберг као Аманда Карингтон (епизоде 7-29)
- Били Ди Вилијамс као Брејди Лојд (епизоде 1-2, 7, 13, 17)
- Мајкл Прејд као краљевић Мајкл (епизоде 18-19, 22-29)
- Ема Самс као Фалон Карингтон (епизода 29)
- Рок Хадсон као Данијел Рис (епизоде 12-13, 15-16, 18-19, 24-26)
- Али МекГро као леди Ешли Мичел (епизоде 16, 18-29)
- Дајен Керол као Доминик Деверо (епизоде 1-9, 11-15, 17, 20-22, 24-25, 27, 29)
- Џоан Колинс као Алексис Карингтон

### Епизодне
- Ема Самс као Фалон Карингтон (епизода 27)

## Епизоде
| Бр. еп. (укупно) | Бр. еп. (у сезони) | Наслов               | Редитељ          | Сценариста                                                            | Премијера           | Прод. код | Гледаност у САД-у (милиони) |
| --- | ------------------ | -------------------- | ---------------- | --------------------------------------------------------------------- | ------------------- | --------- | --------------------------- |
| 89 | 1                  | "Нестанак"           | Ирвинг Џ. Мур    | Синопсис: Едвард Де Бласио Сценарио: Камил Марчета                    | 26. септембар 1984. | DY-087    | 22.20                       |
| Џеф је кренуо за Фалон и пронашао је њена кола слупана поред пута после судара са камионом, али Фалон није било. Алексис мора да прати милион долара јемства. Доминикин супруг Брејди Лојд је дошао у Денвер. Адам је одвезао Семи Џо у ваздушну луку, али га је она насанкала и одвела Денија.Прва појава Брејдија Лојда. |                    |                      |                  |                                                                       |                     |           |                             |
| 90 | 2                  | "Хипотека"           | Џером Куртленд   | Синопсис: Денис Тарнер Сценарио: Камил Марчета                        | 10. октобар 1984.   | DY-088    | 25.10                       |
| Блејк и Џеф су наставили потрагу за Фалон, а Доминик је први пут запевала у "Ла Миражу". У међувремену, Блејк је ставио вилу под хипотеку како би дошао до новца за стратегију опоравка "Денвер−Карингтона". Али Алексис је сазнала за његов план па је тајно дала новац како би имала предност над Блејком. |                    |                      |                  |                                                                       |                     |           |                             |
| 91 | 3                  | "Фалон"              | Гвен Арнер       | Синопсис: Едвард Де Бласио Сценарио: Камил Марчета                    | 17. октобар 1984.   | DY-089    | 26.10                       |
| Алексис је ухапшена јер је покушала да оде из земље, а Блејк је сазнао од Џефа да је Фалон погинула. |                    |                      |                  |                                                                       |                     |           |                             |
| 92 | 4                  | "Спас"               | Ирвинг Џ. Мур    | Синопсис: Денис Тарнер Сценарио: Камил Марчета                        | 24. октобар 1984.   | DY-090    | 26.30                       |
| Блејк је рекао Алексис и остатку породице да је Фалон погинула у ваздухопловној несрећи са Питером де Вилбисем. Одржана је Фалонина сахрана. Адам је пронашао Семи Џо, везао је, однео новорођенче Денија и вратио га његовом оцу Стивену. Доминик је рекла Блејку да имају истог оца. |                    |                      |                  |                                                                       |                     |           |                             |
| 93 | 5                  | "Суђење"             | Гвен Арнер       | Синопсис: Пол Саваж Сценарио: Камил Марчета                           | 31. октобар 1984.   | DY-091    | 24.90                       |
| Почело је суђење Алексис за убиство Марка Џенингса. Стивен је позван да сведочи против ње. |                    |                      |                  |                                                                       |                     |           |                             |
| 94 | 6                  | "Пресуда"            | Џером Куртленд   | Синопсис: Стивен и Елинор Карф Сценарио: Камил Марчета и Џоел Штајгер | 7. новембар 1984.   | DY-092    | 25.70                       |
| Стивен је посведочио да је видео Алексис на балкону са Марком оне ноћи кад је он погинуо. Порота је прогласила Алексис криву за убиство првог степена. |                    |                      |                  |                                                                       |                     |           |                             |
| 95 | 7                  | "Аманда"             | Ирвинг Џ. Мур    | Синопсис: Едвард Де Бласио Сценарио: Камил Марчета и Џоел Штајгер     | 14. новембар 1984.  | DY-093    | 23.50                       |
| У Денвер је дошла Аманда која је открила да је Алексисина ћерка. Декс и Адам су пронашли правог кривца који је стајао иза убиства Марка Џенингса.Прва појава Аманде Карингтон. |                    |                      |                  |                                                                       |                     |           |                             |
| 96 | 8                  | "Тајна"              | Џером Куртленд   | Синопсис: Денис Тарнер Сценарио: Камил Марчета                        | 21. новембар 1984.  | DY-094    | 24.30                       |
| Аманда је узнемирена јер Алексис неће да призна да је она њена ћерка па захтева да Алексис докаже да је воли тако што ће је отворено признати као ћерку. У нади да спере љагу са свог имена, Блејк је замолио Доминик да му помогне у да пронађе Рашида Ахмеда. Алексис је опростила Стивену што је сведочио против ње јер је схватила да је видео неког маскираног у њу. И Кристал и Клаудија осећају да им се супрузи одаљавају. Нови службеник Односа с' јавношћу друштва "Колби" Лук Фулер је почео да се занима за Стивена, а кад је Стивен поново ставио посао на прво месту уместо Клаудије, Клаудија је пристала да оде на вечеру са власником једног атељеа Дином Калдвелом. Џеф је упознао Никол Симпсон, која је у ствари отуђена удовица Питера де Вилбиса. Блејк је посумњао да је Амандин отац па је поразговарао са Алексис. |                    |                      |                  |                                                                       |                     |           |                             |
| 97 | 9                  | "Домаћа сплетка"     | Ирвинг Џ. Мур    | Синопсис: Едвард Де Бласио Сценарио: Камил Марчета и Џоел Штајгер     | 28. новембар 1984.  | DY-095    | 25.20                       |
| Блејк се распитује о томе ко је Амандин отац. Доминик и Адам су отишли у Истанбул да нађу Рашида Ахмеда. Блејка брине Џефово понашање. Де Вилбис је крио нешто од Никол, а она се питала да ли је Џеф сазнао за то преко Фалон. Алексисино настојање да скрије од Аманде ко јој је отац је оставило трага на Дексу. Адам је натерао Рашида Ахмеда на признање, али је Хамед погинуо током тога. Кристал, пошто није била сигурна да ли је Блејк хтео да убије Ахмеда, се посвађала са Блејком и пала низ степенице. |                    |                      |                  |                                                                       |                     |           |                             |
| 98 | 10                 | "Кристина"           | Џером Куртленд   | Синопсис: Вил Лорин Сценарио: Камил Марчета и Џоел Штајгер            | 5. децембар 1984.   | DY-096    | 25.30                       |
| Џеф је ухватио Никол како се распитује о Фалон. Клаудија се узнемирила кад је Алексис послала Стивена у Санта Барбару са Луком Фулером због друштва "Колби", а касније се љубила са Дином Калдвелом. Алексис и Декс су се поново посвађали због Блејка и Аманде. Аманда је мувала Декса. Џеф је открио да је Никол удовица Питера де Вилбиса. После пада низ степенице, Кристал је добила пре времена трудове и родила девојчицу којој су дали име Кристина. Касније је откривено да дете има тешкоће са дисањем. |                    |                      |                  |                                                                       |                     |           |                             |
| 99 | 11                 | "Рашчишћавање"       | Ирвинг Џ. Мур    | Синопсис: Денис Тарнер Сценарио: Камил Марчета и Џоел Штајгер         | 12. децембар 1984.  | DY-097    | 26.50                       |
| Џеф је сазнао да Никол тражи Питерову половину карте и да ју је он дао Фалон на чување. Блејк је обвећао Аманди да ће јој помоћи да открије ко јој је отац. Кад је Никол рекла Џефу да је Питер био са једном од љубавница у Сијетлу кад му је пао ваздухоплов, он ја почео да размишља да није можда она погинула у паду, а да је Фалон још увек жива. Аманда и Декс су спавали у брвнари на планини. Алексис је одлучила да се уда за Декса. |                    |                      |                  |                                                                       |                     |           |                             |
| 100 | 12                 | "Празнични дух"      | Кертис Харингтон | Синопсис: Едвард Де Бласио Сценарио: Камил Марчета и Сузан Баскин     | 19. децембар 1984.  | DY-098    | 25.90                       |
| Декс и Алексис су отишли у Лондон да се венчају. Блејк је откупио Алегра Кристал за Божић, а она му је дала Фалонин портрет. Клаудија је признала Стивену да га је преварила. Данијел Рис, човек од ког је Блејк купио Алегра је бивши дечко Кристалине сестре. Аманда је коначно сазнала да јој је Блејк Карингтон отац па су се њих двоје срећно повезали. Пошто је веровала да ће Блејк коначно да је призна као своју полусестру, Доминик се разбеснела кад је Блејк увео Аманду у породицу.Прва појава Данијела Риса. |                    |                      |                  |                                                                       |                     |           |                             |
| 101 | 13                 | "Осветница"          | Ирвинг Џ. Мур    | Синопсис: Денис Тарнер Сценарио: Камил Марчета и Сузан Баскин         | 2. јануар 1985.     | DY-099    | 26.20                       |
| Клаудија се иселила из виле Карингтонових. Алексис је понудила Доминик да купи њене деонице у "Денвер–Карингтону". Данијел је ургирао да Кристал започне свој посао са коњима. Кристал је открила Стивену да је Данијел отац Семи Џо. Џеф и Никол су пронашли Питерову половину карте у Фалонином трезору у "Ла Миражу". Блејк је постао љубоморан на новонасталу блискост Кристал и Данијела. Доминик је обавестила Блејка да ће га тужити јер је искористио део средстава које је уложила у "Денвер–Карингтон" како би отплатио хипотеку над кућом. Блејк је сазнао да му је отац имао срчани удар па се спрема да оде на Суматру да га посети. Доминик је рекла Блејку да иде са њим. |                    |                      |                  |                                                                       |                     |           |                             |
| 102 | 14                 | "Тестамент"          | Ненси Малон      | Синопсис: Норин Стоун Сценарио: Камил Марчета и Сузан Баскин          | 9. јануар 1985.     | DY-100    | 27.70                       |
| Како се Стивенов и Клаудијин брак ближио крају, Клаудија и Адам су почели да се зближавају. Кристал је коначно довела бебу Кристину из болнице кући. Џеф је наставио да мува Никола иако и даље мисли на Фалон. Блејк, Алексис и Доминик су отишли на Суматру да посете Блејковог оца Тома на самрти. Пре него што је умро, он је признао да је заиста Доминикин отац и оставио је све што има њима трома, али је Доминик поставио за извршитељку опоруке на Алексисин ужас. |                    |                      |                  |                                                                       |                     |           |                             |
| 103 | 15                 | "Благо"              | Кертис Харингтон | Синопсис: Стивен и Елинор Карф Сценарио: Камил Марчета и Сузан Баскин | 16. јануар 1985.    | DY-101    | 27.00                       |
| Џеф и Никол су отишли у Боливију да пронађу благо и пронашли су га, али од Фалон није било ни трага ни гласа, а пијани и узнемирени Џеф се оженио Никол. Пошто ју је коначно Блејк прихватио као сестру и званично увео у породицу Карингтон, Доминик је повукла тужбу против Блејка. Кристал је почела да ради на узгајивању коња уз Данијелову помоћ, али без Блејкове подршке. Стивен је последњи пут покушао да спасе брак, али се уместо тога посвађао са Клаудијом када ју је видео на вечери са Адамом. У међувремену, Алексис је узнемирена због Амандине привржености Блејку и прихватања Доминик као тетке. |                    |                      |                  |                                                                       |                     |           |                             |
| 104 | 16                 | "Спољни послови"     | Ким Фридмен      | Синопсис: Едвард Де Бласио Сценарио: Камил Марчета и Сузан Баскин     | 23. јануар 1985.    | DY-102    | 25.00                       |
| Наставак Блејкове љубоморе због Кристалиног и Данијеловог посла отерало је Кристал преко ивице. Кад су се вратили из Боливије, Џеф и Никол су рекли за свој брак. Кад је Адам изнео опаску о Стивеновом педерлуку, њих двојица су се потукли, а касније је Стивен рекао Луку да је спреман за везу. Кад је ухватила Декса како носи пијану Аманду у собу, Алексис је предложила Аманди да се пресели у вилу Карингтонових. Никола се тешко привикава на живот у вили Карингтонових јер сећање на Фалон Карингтон лебди око ње. Блејк је потражио помоћ леди Ешли Мичел у преговорима са Кинезима око својих нафтних бушотина на Јужнокинеском мору.Прва појава леди Ешли Мичел. |                    |                      |                  |                                                                       |                     |           |                             |
| 105 | 17                 | "Троуглови"          | Ирвинг Џ. Мур    | Синопсис: Денис Тарнер Сценарио: Камил Марчета и Сузан Баскин         | 30. јануар 1985.    | DY-103    | 27.00                       |
| Блејк је постигао договор са кинеском владом по ком ће моћи да буши на Јужнокинеском мору, али Алексис је одлучила да се докопа бушотина. Аманда се преселила из Алексисиног стана у вилу Карингтонових. Стивен је решио да раскине са Луком Фулером и рекао је Клаудији да жели да се помире. Алексис је покушала да преузме Доминикино друштво како би је натерала да јој преда својих 40% деоница у "Денвер−Карингтону" и положај извршитељке опоруке Тома Карингтона. Брејди је узрујан јер осећа да се Доминик окреће новој породици и удаљава од њега па јој је рекао да је са њиховим браком готово.Последња појава Брејдија Лојда. |                    |                      |                  |                                                                       |                     |           |                             |
| 106 | 18                 | "Бал"                | Џером Куртленд   | Синопсис: Џон Плешет Сценарио: Камил Марчета и Сузан Баскин           | 6. фебруар 1985.    | DY-104    | 25.90                       |
| Блејк, Алексис, Аманда и Декс су отпутовали у Акапулко на нафтни скуп, а Кристал се узнемирила кад је позвала Блејка у собу, а на телефон се јавила Алексис. Аманда је упознала краљевића Мајкла од Молдавије. Џеф је побеснео кад је затекао Никол како носи неку Фалонину стару одећу и накит. Адам осећа да га Блејк упорно изоставља из неких важних питања око "Денвер−Карингтона". Клаудија је рекла Стивену да је са њиховим браком готово. Данијел је пољубио Кристал након што је пала са коња.Прва појава краљевића Мајкла. |                    |                      |                  |                                                                       |                     |           |                             |
| 107 | 19                 | "Посредни докази"    | Кертис Харингтон | Синопсис: Едвард Де Бласио Сценарио: Камил Марчета и Доналд Р. Бојл   | 13. фебруар 1985.   | DY-105    | 23.40                       |
| После пољупца, Данијел је признао Кристал да ју је одувек волео, али му је она рекла да воли Блејка. Блејку и Кристал је неко послао слике по којима изгледа да варају једно друго, Кристал њега са Данијелом, а Блејк њу са леди Ешли Мичел. Никол је побеснела што мора да живи по Фалонином угледу па је сасула Џефу у ливе све о Фалониним бројним ранијим швалерисањима. После још једне свађе са Алексис, Декс је одлучио да се придружи Данијелу на још једном тајном задатку. Аманда је сазнала да је Мајкл верен. Алексис је купила 25% бушотина на Јужнокинеском мору које је Блејк ставио на продају. Клаудија је остала повређена кад је видела Стивена са Луком иако јој је он рекао да више неће имати никаквих спојева са Луком па се окренула Адаму за утеху. Блејк је напао Кристал у вези осећања према Данијелу.         |                    |                      |                  |                                                                       |                     |           |                             |
| 108 | 20                 | "Колапс"             | Џон Патерсон     | Синопсис: Доналд Р. Бојл Сценарио: Камил Марчета и Доналд Р. Бојл     | 20. фебруар 1985.   | DY-106    | 24.60                       |
| Алексис је сазнала да Доминик намерава да преузме друштво "Колби" као противнапад јер је она хтела да преузме њено друштво. Кристал је посумњала да је леди Ешли послала слике њој и Блејку. Алексис је остала затечена кад је сазнала да је Никол удовица Пиетра де Вилбиса. Брејди је послао Доминик хартије за развод брака, али је на крају одбио да прода своје деонице у Доминикином друштву Алексис и тако зауставио преузимање. Касније то вече се Доминик онесвестила док је певала славећи победу над Алексис. |                    |                      |                  |                                                                       |                     |           |                             |
| 109 | 21                 | "Живот и смрт"       | Ирвинг Џ. Мур    | Синопсис: Денис Тарнер Сценарио: Камил Марчета и Доналд Р. Бојл       | 27. фебруар 1985.   | DY-107    | 24.80                       |
| Доминик мора на операцију срца, а операција је успела. Алексис је открила да Џеф и Никол уопште нису били у браку и кад је то рекла Џефу, он је окончао све везе са Никол. Декс се вратио са свог тајног задатка у Парагвају оболео од Маларије. Пошто се упознао са Луком, Блејк је рекао Стивену да ће покушати да га прихвати таквог какав јесте, али је онда ургирао код Клаудије да да Стивену другу прилику. |                    |                      |                  |                                                                       |                     |           |                             |
| 110 | 22                 | "Пристанак родитеља" | Ким Фридмен      | Синопсис: Едвард Де Бласио Сценарио: Камил Марчета и Доналд Р. Бојл   | 6. март 1985.       | DY-108    | 24.00                       |
| Алексис је успела да убеди краља Галена да дозволи брак између Аманде и Мајкла. Кристал је напала Блејка због слике леди Ешли Мичел како љуби Блејка коју је примила. |                    |                      |                  |                                                                       |                     |           |                             |
| 111 | 23                 | "Фото завршница"     | Роберт Ширер     | Синопсис: Сузан Милер Сценарио: Камил Марчета и Доналд Р. Бојл        | 13. март 1985.      | DY-109    | 24.20                       |
| Открило се да је Семи Џо слала оптужујуће слике Кристал и Блејку. Краљевић Мајкл је запросио Аманду, али пре него што му је одговорила, она је питала Декса да ли има будућности за њих двоје. Семи Џо је упознала Риту, жену која невероватно личи на Кристал. Кристал је отишла из виле Карингтонових са Кристином пошто се посвађала са Блејком. |                    |                      |                  |                                                                       |                     |           |                             |
| 112 | 24                 | "Пад"                | Ирвинг Џ. Мур    | Синопсис: Денис Тарнер Сценарио: Камил Марчета                        | 20. март 1985.      | DY-110    | 22.60                       |
| Адам је убедио Клаудију да се разведе од Стивена. Алексис је рекла Луку да подржава његову везу са Стивеном. Доминик се вратила кући из болнице. Аманда и Мајкл су раскинули. Блејк и Данијел су имали ваздухопловну несрећу. |                    |                      |                  |                                                                       |                     |           |                             |
| 113 | 25                 | "Помирење"           | Ненси Малон      | Синопсис: Едвард де Бласио Сценарио: Камил Марчета                    | 27. март 1985.      | DY-111    | 23.10                       |
| Блејк и Данијел су преживели пад ваздухоплова и спасени су. Декс је био љубоморан кад је видео Алексис видно потресену због вести о Блејковом паду, а касније је она видела нежан тренутак између њега и Аманде. Алексис је замолила Блејка за помоћ око Амандине и веридбе краљевића Мајкла, али ју је из виле Карингтонових избацила Кристал. Блејк и Кристал су одлучили да наставе са пирпремама око своје свадбе. Кристал је рекла Данијелу да је Семи Џо његова ћерка. Адам је побеснео кад је чуо Блејка како говори да намерава да измени опоруку и по њој остави Џефу управу над "Денвер−Карингтоном". |                    |                      |                  |                                                                       |                     |           |                             |
| 114 | 26                 | "Семи Џо"            | Ирвинг Џ. Мур    | Синопсис: Денис Тарнер Сценарио: Камил Марчета и Сузан Баскин         | 3. април 1985.      | DY-112    | 23.10                       |
| Адам је минирао Џефу посао у "Денвер−Карингтону", а Клаудији је рекао да намерава да преузме друштво. Џеф је приметио Фалон на једној слици коју је направила леди Ешли. Семи Џо је упознала свог рођеног оца Данијела Риса. Данијел је потом отишао на тајни задатак у Либију, али је пре одласка заклео Кристал да брине о Семи Џо.Последња појава Данијела Риса. |                    |                      |                  |                                                                       |                     |           |                             |
| 115 | 27                 | "Отмица"             | Џером Куртленд   | Синопсис: Денис Тарнер Сценарио: Камил Марчета и Сузан Баскин         | 10. април 1985.     | DY-113    | 24.50                       |
| Алексис одбија да поверује да је Фалон можда жива. Аманда је на кратко отета пошто је била на модној ревији. Декс је примио трагичне вести. Са губитком памћења, Фалон преклиње полицију из ЛА да јој помогне. |                    |                      |                  |                                                                       |                     |           |                             |
| 116 | 28                 | "Наследница"         | Ирвинг Џ. Мур    | Синопсис: Едвард Де Бласио Сценарио: Камил Марчета и Сузан Баскин     | 8. мај 1985.        | DY-114    | 21.90                       |
| Кристал су растужиле вести о Данијеловој смрти. Алексис, Мајкл и Аманда су отишли у Молдавију да се спремају за велику свадбу и упознали су његову бившу љубав Елену, грофицу од Бране. Елена је учинила да изгледа као да Аманду Мајкл вара са њом. Гален жели да Алексис остави Декса због њега. Клаудија се разбеснела кад је сазнала да Блејк размишља да прода "Ла Мираж". Данијел је опоруком оставио свој салаш, "Делта Ро" и богатство Семи Џо, међутим, Кристал је именована за повереницу и има управу над тим. |                    |                      |                  |                                                                       |                     |           |                             |
| 117 | 29                 | "Краљевска свадба"   | Џером Куртленд   | Синопсис: Едвард Де Бласио Сценарио: Камил Марчета и Сузан Баскин     | 15. мај 1985.       | DY-115    | 25.90                       |
| Стивен је обећао Луку да ће са Денијем почети да живе заједно после свадбе. У међувремену, Клаудија и Адам изгледа као да су суђени једно другом. Семи Џо спрема освету Кристал и добила је необичну замисао кад је видела Риту како глуми Кристал. У Молдавији, Елена је признала Аманди да је лагала за прељубу са Мајклом. Цела породица се окупила да присуствује свадби Аманде и Мајкла. Док се пар спремао да каже судбоносно "Да", наоружани пучисти су упали у цркву и засули мецима све редом. У међувремену, једна жена је дошла у полицију Лос Анђелеса како би јој помогли да открије ко је: Фалон Карингтон.Последња појава леди Ешли Мичел. |                    |                      |                  |                                                                       |                     |           |                             |

## Пријем
У петој сезони, Династија је избила на прво место по гледаности са просечним бројем гледалаца од 25,0 милиона.